# Insieme: 1992
Insieme: 1992 är en sång, skriven och framförd av Toto Cutugno som Italiens bidrag i Eurovision Song Contest 1990 där den tog hem segern. Låten är en ballad som huvudsakligen handlar om ett framtida förenat Europa (insieme betyder "tillsammans", årtalet i titeln syftar till den framtida Europeiska unionen som skulle bildas 1992 ur den Europeiska gemenskapen).

## Låtlistor
CD-singel
1. "Insieme: 1992" (4:00)
2. "Insieme: 1992" (instrumental) (4:00)

7"-singel
1. "Insieme: 1992" (4:00)
2. "Insieme: 1992" (instrumental) (4:00)

## Listplaceringar
| Lista (1990)  | Topplacering |
| ------------- | ------------ |
| Frankrike     | 9            |
| Nederländerna | 15           |
| Schweiz       | 2            |
| Västtyskland  | 13           |
| Österrike     | 3            |

### Årslistor
| Lista (1990) | Topplacering |
| ------------ | ------------ |
| Schweiz      | 14           |

## Certifieringar
| Land      | Certifiering | Datum | Certifierade försäljningar |
| --------- | ------------ | ----- | -------------------------- |
| Frankrike | Silver       | 1990  | 125 000                    |